# Una última copa
Una última copa (títol original en anglès Trees Lounge) és una pel·lícula independent estatunidenca llençada el 1996. És el debut de Steve Buscemi com a guionista i director, tot i que anteriorment havia dirigit un curtmetratge anomenat What Happened to Pete. És protagonitzada per Steve Buscemi juntament amb Chloë Sevigny, Mark Boone Junior i Elizabeth Bracco. Fou filmada a Valley Strem, Queens i Brooklyn (Nova York). La pel·lícula tracta sobre la vida de Tommy, un home acabat que generalment passa els seus dies bebent en un bar.
El crític Roger Ebert va escriure'n: "Steve Buscemi sap sobre alcoholisme des de dins cap enfora, i la seva pel·lícula és el més vertader retracte de l'alcohòlic de bar que mai s'ha vist". Tot i que la difusió de la pel·lícula no fou excessiva, les crítiques rebudes foren bones.

## Argument
Tommy (Steve Buscemi) és un alcohòlic de 30 anys que passa el seu temps en un bar local, "Trees Lounge". Acaba de perdre el seu treball com a mecànic per "manllevar diners de la registradora", la seva xicota, Theresa (Elizabeth Bracco), va deixar-lo per Rob (Anthony LaPaglia), el seu cap. Tommy no arriba a trobar un treball a causa de l'incident, fins que aconsegueix una ocupació temporal conduint el camió dels gelats del seu oncle i s'enamora de Debbie (Chloë Sevigny), una jove ajudant de només disset anys i neboda de la seva ex-xicota, això li portarà seriosos problemes amb Jerry (Daniel Baldwin), el pare de la jove. La seva única sortida és concórrer freqüentment "Trees Lounge" per beure-hi.

## Repartiment
- Steve Buscemi: Tommy
- Chloë Sevigny: Debbie
- Mark Boone Junior: Mike
- Anthony LaPaglia: Rob
- Elizabeth Bracco: Theresa
- Eszter Balint: Marie
- Carol Kane: Connie
- Daniel Baldwin: Jerry
- Mimi Rogers: Patty
- Debi Mazar: Crystal
- Seymour Cassel: Oncle Al
- Samuel L. Jackson: Wendell
- Michael Imperioli: George
- Kevin Corrigan: Matthew
- Michael Buscemi: Raymond
- John Ventimiglia: Johnny
- Bianca Hunter: Kelly